# Huaca Túpac Amaru A
Huaca Túpac Amaru A es un sitio arqueológico ubicado en terrenos de la antigua Hacienda Mendoza, en el distrito de San Luis, ciudad de Lima, capital del Perú. Fue propiedad del ultimo curaca de Lima; pertenece a la Cultura lima y a la Cultura ychsma, se utilizó como un centro administrativo de gran importancia social orientada al control de agua del canal Huatica, es una plataforma rectangular de 2m. de alto hecha con muros de adobitos y tapias, fue excavado y restaurado por José Casafranca el 19 de abril de 1972. En su edificación se destacan elementos de tapia y adobe, superponiéndose éstos a los primeros. La cerámica asociada corresponde a los estilos Maranga, Nievería y Playa Grande, con predominio del primero.

## Entierros
En 2013, se desenterraron 11 momias en la parte superior de la plataforma que pertenecen a las culturas Lima e Yschma, se comprobó que también habría sido un centro ceremonial. Asimismo, se han encontrado diferentes cerámicas, restos textiles de algodón y pequeñas maderas y huesos.